# Short interspersed nuclear element
I short interspersed nuclear element, chiamati anche con l'acronimo di SINE, sono uno dei quattro tipi principali di trasposoni. Sono lunghi fino a circa 500 paia di basi. Sono trascritti ma non tradotti. Occupano circa il 15% del DNA. I SINE costituiscono circa il 13% del genoma dei mammiferi.